# Toeristische Nielertochten
Toeristische Nielertochten As of T.N.T. As behoort tot de 10 eerste wandelclubs van België.
De heren Gaston Geebelen van Niel en René Hanot van Niel wandelden in 1968 regelmatig bij de wandelclub O.K. 50 te Zonhoven. Ze kwamen daar in contact met de heer Jaak Cardinaels van Bree, die voorzitter was van de Nationale Wandelfederatie (NWF). 
Hij wakkerde de wandelaars aan om in eigen streek wandelclubs op te richten. Beide heren besloten met hun dames in Niel-bij-As een wandelclub op te richten in 1969. Ze kozen de naam Wandelklub Niel-bij-As dat in 1970 Toeristische Nielertochten (TNT) werd ze werden door de Nationale Wandelfederatie aanvaard met stamnummer L 007. De eerste wandeling vond plaats op 1 juni 1969 en vertrok in de zaal achter de kerk aan Niel bij As. De wandelingen werden aangekondigd in het Parochieblad.
De club had echter niet veel respons van de bevolking en had hulp van het zangkoor en toneelvereniging Tijl en Nele. Kerstmis 1976 was de laatste wandeldag van deze club, de wandelaars moesten maar 1 BEF inschrijf geld te betalen zo wilde de club haar wandelaars bedanken. 